# الحرب العثمانية النمساوية (1788–1791)
الحرب العثمانية النمساوية (1788–1791) هي حرب اندلعت في فبراير من عام 1788 والتي امتدت حتي 4 أغسطس من عام 1791 وذلك بين الدولة العثمانية من جانب ومملكة النمسا تحت حكم عائلة هابسبورغ من جانب آخر ويشار إليها أيضا باسم الحرب الهابسبورغية العثمانية أو الحرب النمساوية التركية وانتهت الحرب بنتائج غير حاسمة لكلا الطرفين مع توقيع معاهدة زيشتوف بين الدولتين.

## أهداف الحرب
بدأت الحرب كصراع روسي تركي. إذ كانت الإمبراطورية الروسية تحت إمرة كاترين العظيمة قد انخرطت في حروب غزو سابقة ضد العثمانيين، وكانت الدولتان متعاديتان بشكل واضح. في أغسطس 1787، إثر «العديد من الاستفزازات الروسية» (حسبما أورد هوتشادلنغر) أعلنت الإمبراطورية العثمانية الحرب على الروس. وكان الإمبراطور النمساوي جوزيف الثاني قد أبرم تحالفًا مع الروس عام 1781، الأمر الذي «أرغم (هوتشادلنغر) على مساعدة الروس بكامل قوته... ورأت فيينا أنه يتعين عليها أن تتصرف بصورة فورية تفاديًا لإزعاج (الامبراطورة). ما توجب على جوزيف ضمانه هذه المرة هو عدم خروج النمسا خالية اليدين مرة أخرى، كما حدث في شبه جزيرة القرم في 1783-1784»
في واقع الأمر، كان جوزيف يواجه تهديدًا خطيرًا لحكمه في جزء بعيد من إمبراطوريته، بلجيكا حاليًا؛ بالإضافة إلى التوترات قديمة العهد مع دولة قوية في الجوار الشمالي، ألا وهي بروسيا. عبّر هوتشادلنغر عن رأيه قائلًا: «لم يكن ممكنًا للحرب أن تأتي في لحظة غير مناسبة أكثر من هذه اللحظة»
ينتقد هوتشادلنغر أيضًا الأتراك بارتكابهم خطًا ببدئهم الحرب بأنفسهم. من وجهة النظر الروسية، «يمكن الآن عرض النزاع على الشعب الأوروبي بذريعة حرب دفاعية ضد المعتدي. صعّب العدوان التركي من استمرار فرنسا بأداء دورها التقليدي كحامية السلطان ضد الأطماع الروسية».

## سير المعركة
دخل النمساويون الحرب في فبراير 1788 رغم فقدانهم بحلول ذلك الوقت أفضل فرصهم ليحققوا انتصارًا سهلًا. أدت الاستعدادات البطيئة لروسيا إلى التكثيف العثماني على بلغراد. وقد اعتمد النمساويون على الدعم الروسي في مولدافيا، الذي بدأ فقط في أواخر عام 1788، وبدا جوزيف الثاني مترددًا بشأن محاربة العثمانيين. في يوليو، عبر العثمانيون نهر الدانوب واقتحموا منطقة البانات النمساوية. وجّه نقص الإمدادات ضربةً لكلا الجانبين، بينما تفشى الوباء في صفوف الجنود النمساويين. وقد تدفق ما يصل إلى 50000 لاجئ صربي عبر الدانوب، ما تسبب بوقوع مشاكل لوجستية لدى النمساويين. في منتصف أغسطس، أرسل جوزيف الثاني 20400 جندي إلى البانات. أُنشِئ الفيلق الصربي الحر المكون من 5000 جندي في البانات والمؤلف من لاجئين فرّوا من صراعات سابقة في الإمبراطورية العثمانية، ليناضل بدوره من أجل تحرير ووحدة صربيا تحت حكم آل هابسبورغ.
في وقت لاحق مالت الكفّة لصالح النمسا: إذ طُرد الأتراك من البانات والبوسنة، واستُرجعت بلغراد بحملة دامت ثلاثة أسابيع تحت إمرة المشير لاودن. تأسست صربيا المحتلة من قِبل هابسبورغ (1788-1792). شارك أيضًا الجيش النمساوي بشكل حاسم في انتصارات فوكشاني ورامنيك تحت القيادة العامة لسوفوروف، ونجح يوزياس -دوق ساكسونيا كوبورغ زالفلد- بغزو بوخارست.

## الوباء
لعب تفشي الملاريا وغيرها من الأمراض دورًا محوريًا على الجبهة. وحسبما أورد براونبيرينز فقد انتشرت بين صفوف الجيش النمساوي خلال عام 1788 «الأوبئة: إذ امتلأت المحاجر البحرية الصحية حتى سعتها الأخيرة، ونصف الجيش كان مريضًا ومات الآلاف من الجنود». أمضى جوزيف الثاني معظم الحرب يقاتل على الجبهة، وكان من بين الذين وقعوا ضحيةً للوباء هناك؛ ومات في نهاية المطاف إثر مرضه بعد عودته إلى الوطن (20 فبراير 1790).